# Brenda Cowling
Brenda Rose Cowling (Islington, London, 1925. április 23. – Northwood, London, 2010. október 2.) angol színésznő.
Legismertebb alakítása Mrs. Lipton szakácsnő a Csengetett, Mylord? című brit vígjátéksorozatban.

## Élete és pályafutása
Noha gyermekkorától színésznő akart lenni, az iskolái végeztével gyors- és gépírónak tanult és titkárnőként helyezkedett el. Szabadidejében ekkor is amatőrszínészként tevékenykedett Palmers Greenben. Színésznői ambíciói igazán 1948-ban teljesedtek ki, amikor elnyert egy ösztöndíjat a londoni Royal Academy of Dramatic Art színiakadémiára (1948-1950), ahol Jimmy Perry és Lionel Jeffries voltak évfolyamtársai. Erre az időre esik első (névtelen) filmszerepe is Alfred Hitchcock Rémület a színpadon (Stage Fright) című filmjében.
1950-től színházakban játszott, korai színészi karrierjének állomásai: West of England Theatre Company (1950-52), Castle Theatre, Farnham, Surrey (1952-53), Little Theatre, Bristol (1953-55). Filmekben csak később kezdett feltűnni, kisebb szerepeket játszott pl. az 1956-ban bemutatott The Silken Affair c. filmben, 1966-ban a Bindle (One of Them Days) című vígjátékban, a korábbi évfolyamtársa, Jeffries által rendezett The Railway Children-ben (1970), majd Gerald Thomas rendező Folytassák, lányok! c. vígjátékában, 1983-ban pedig a Polipka című James Bond-filmben.
Népszerűvé tévésorozatokban Foglalkoznak már önnel?, a Waczak szálló), és főleg másik egykori évfolyamtársa, Jimmy Perry által fémjelzett sorozatokban vállalt szerepeiben vált, mint az Az ükhadsereg-ben (Dad’s Army), It Ain’t Half Hot Mum-ban, Hi-de-Hi!-ban. A nemzetközi ismertséget karakterszerepe, a Meldrum-ház szakácsnője, Mrs. Lipton szerepe hozta meg a Csengetett, Mylord? című sorozatban.
Színészi karrierjét 2006-ban, egy stroke-ot követően hagyta abba.
2010. október 2-án 85 évesen, egy színészotthonban hunyt el.

## Főbb filmszerepei
- 1950: Rémület a színpadon (Stage Fright), duci színinövendék
- 1963: Maigret, tévésorozat, Madame Pardon
- 1963: Bosszúállók (The Avengers), tévésorozat, masszőz
- 1967: A Forsyte Saga (The Forsyte Saga), tévésorozat, Miss Perren
- 1968: Nicholas Nickleby, tévé-minisorozat, Mrs. Kenwigs
- 1962–1969: Dixon of Dock Green, tévésorozat, Miss Nichols / Doris Gray
- 1970: Hárman a vasút mentén (The Railway Children), Mrs. Viney
- 1972: A fiatal Churchill (Young Winston), Mrs. Dewsnap
- 1972: Papák haptákban (Az ükhadsereg) (Dad’s Army), tévésorozat, Mrs. Prentice
- 1973: Folytassák, lányok! (Carry on Girls), főnővér
- 1962–1974: Z Cars, tévésorozat, Mrs. Mulligan / Mrs. Penrose / Mrs. Evans
- 1975: Waczak szálló (Fawlty Towers), tévésorozat, „The Germans” epizód, nővér
- 1975: Folytassa az ásatást! (Carry on Behind), feleség
- 1978: A nagy vágta (International Velvet), Alice
- 1981: Foglalkoznak már önnel? (Are You Being Served?), tévésorozat, vásárló hölgy
- 1982: Twist Olivér (Oliver Twist), tévéfilm, Mrs. Bedwin
- 1982: Pink Floyd: A fal (Pink Floyd The Wall), tanárnő
- 1983: Polipka (Octopussy), Schatzi
- 1985: A 13 és 3/4 éves Adrian Mole titkos naplója (The Secret Diary of Adrian Mole Aged 13¾), tévésorozat, főnővér
- 1985: Twist Olivér (Oliver Twist), tévéfilm, ápolónővér
- 1986: Álombéli szerető (Dream Lover), szállodaigazgató
- 1984–1988: Hi-de-Hi!, tévésorozat, Nora / Lady Camper / hangosbemondó
- 1991: Miss Marple: Tükrökkel csinálják (Miss Marple: They Do It with Mirrors), tévéfilm, Mrs. Rodgers
- 1988–1993: Csengetett, Mylord? (You Rang, M’Lord?), tévésorozat, Mrs. Blanche Lipton
- 1997: Baleseti sebészet (Casualty), tévésorozat, Edith Brown
- 2000: Kertészek rabruhában (Greenfingers), vásárló a könyvesboltban
- 2000: Kamufeleség (Room to Rent), templomi gondnoknő
- 2002: Albert Walker életei (Aka Albert Walker), tévéfilm, Jean Crowley mamája
- 2004: Szökevény malacok (The Legend of the Tamworth Two), tévéfilm, Mrs. Martin
- 2004: Holby Városi Kórház (Holby City), tévésorozat, Margaret Archer
- 2000–2004: Doktorok (Doctors), tévésorozat, Betty Harris / Mrs Warner
- 2004: French és Saunders (French and Saunders), tévésorozat, névtelen szerep